# Emmanuel Pahud
Emmanuel Pahud (Ginebra, 27 de gener de 1970) és un flautista franc-suís, conegut principalment pel seu repertori de música barroca i clàssica.

## Biografia
Els viatges formen part de la vida de Pahud des de ben jove. Per qüestions laborals del seu pare, durant la infància va viure a Bagdad, a París, a Madrid i a Roma. El 1974 la família es va establir definitivament a Roma. En el mateix edifici hi vivia la família Binnet, els fills de la qual tocaven diversos instruments musicals. El pare, François Binnet, era flautista, i un dels fills, Philippe, també. Aquest fet casual va influir definitivament en la vida d'Emmanuel.
Primer Philippe, que només tenia 15 anys, i més endavant el seu pare François, van ser els seus primers mestres. El 1978, als vuit anys, la família Pahud es va traslladar a Brussel·les, Bèlgica. Emmanuel va començar a estudiar a l'Acadèmia Musical d'Uccle, al sud de Brussel·les. Allà va estudiar amb Michel Moinil del 1979 fins al 1985. Determinat a estudiar la flauta al més alt nivell, va rebre classes de CArlos Bruneel, el flautista principal del Teatre Reial de la Moneda de Brussel·les. El 1985, Pahud va guanyar la Competició Nacional de Bèlgica (el concurs Nacional de Bèlgica) i el mateix any va interpretar el primer concert amb l'Orquestra Nacional de Bèlgica. Als 17 anys va traslladar-se a París per acabar els seus estudis, i es va acabar de formar amb els millors flautistes d'Europa, com Peter-Lukas Graf a Basilea.

## Estudis i primers èxits
Pahud va assistir al Conservatoire de París (Conservatoire National Supérieur de Musique de París) a França, estudiant amb Michel Debost, Alain Marion, Pierre Artaud i Christian Lardé. Mentre estudiava, va guanyar dos grans concursos, un a Duino el 1988 i l'altre a Kobe el 1989. El 1988, Emmanuel també va guanyar el 2n Premi al Concurs Internacional de Música de Scheveningen a Scheveningen, Països Baixos. Guanyar aquests concursos va posar Pahud al capdavant per convertir-se en flautista principal de la Simfònica de la Ràdio de Basilea, sota la direcció de Nello Santi, que va obtenir el càrrec l'any 1989 mentre acabava els seus estudis a París. Va renunciar a l'orquestra el 1992. Pahud també va ocupar el càrrec de flautista principal a la Filharmònica de Múnic sota la direcció de Sergiu Celibidache. Pahud es va graduar amb 20 anys al Conservatori l'any 1990, obtenint el Primer Premi (Premier Prix). Després va continuar avançant els seus estudis durant els dos anys següents en estil i interpretació amb una de les més grans flautistas de França, la suïssa Aurèle Nicolet, que va resultar ser la seva veïna. El 1992, Nicolet va preparar Pahud en un extens assaig de 10 dies tant per al Concurs Internacional de Música de Ginebra, o el Concours International de Genève el setembre d'aquell any com per a l'audició per a flautista principal de l'Orquestra Filharmònica de Berlín (BPO) a l'octubre. Atribueix l'obtenció del primer premi al Concours International de Genève i el fet de ser nomenat per al càrrec als 22 anys pel director de BPO, Claudio Abbado, a la seva experiència amb Nicolet.

## Carrera
Orquestra Filharmònica de Berlín
Ser nomenat flautista principal de l'Orquestra Filharmònica de Berlín (BPO) va marcar l'entrada de Pahud en el focus internacional. Va entrar a l'orquestra durant el seu període de rejoveniment quan la generació de músics de la postguerra va començar a retirar-se. Més del 40 per cent, inclosa la posició de Pahud, estava a l'audició o a judici. El seu predecessor va ser Karlheinz Zöller (1960–69, 1976–93). A part de Pahud, altres flautistas internacionals anteriors van ocupar la mateixa posició de flautista principal com Aurèle Nicolet (1950–59) i Sir James Galway (1969–75). Pahud va escriure sobre la seva experiència tocant amb l'orquestra:
Hi havia una manera de fraseig i d'onada que va per tota l'orquestra, provinent del baix i donant forma a la frase amb una bellesa i intensitat sorprenents. El rang dinàmic de l'orquestra era fenomenal. L'art de tocar amb el Berlin Phil és molt diferent en comparació amb altres orquestres, on treballem com a iguals amb la nostra veu individual.

Amb 22 anys, Pahud va ser l'interpret més jove de la Filharmònica de Berlín, posició a la qual va tornar el 2002 amb Sir Simon Rattle després de prendre un any sabàtic de 18 mesos l'any 2000 per ensenyar la classe de virtuositat al Conservatori de Música de Ginebra. durant un any i per actuar en concerts arreu del món. Es va sorprendre de l'emoció que va ser deixar el BPO. Recorda les seves emocions començant un parell d'hores abans de tocar el seu últim concert i només el va deixar un cop es va incorporar a BPO el 2002. La versatilitat i l'autoritat del director actual Sir Simon Rattle, diu Pahud, dona a l'orquestra una associació de treball única i la capacitat de ser més aventurera en la seva exploració del repertori. També veu en Rattle com un intel·lecte; 
| « | <"coneix l'orquestra i aconsegueix el que vol tenint en compte la visió dels músics. A més, Pahud també va observar que, mentre que l'antic director Herbert von Karajan "va produir un gran so de corda amb un gran legato. El so Rattle és un so molt transparent i construït, amb molta més articulació per aconseguir una definició en el so."> | » |

En la música barroca i clàssica, això representa la influència de la interpretació d'època.
La Filharmònica de Berlín en aquests dies es considera un "gran conjunt" molt individualista i solista. El 2007, Pahud va ser votat al Media Vorstand (o membre de la Junta de Mitjans) de la BPO. Comparteix la posició de flauta principal amb Mathieu Dufour.

## Aparicions internacionals
La càrrega de treball de Pahud s'ha més que triplicat des dels primers dies de la seva carrera internacional el 1992. En aquell moment feia uns 50 concerts a l'any, però amb l'èxit de la seva carrera en solitari i la participació continuada amb l'Orquestra Filharmònica de Berlín, aquest nombre s'ha disparat, a uns 160: 90 concerts en solitari o de cambra i 75 concerts d'orquestra en un any mitjà, aproximadament el doble del nombre d'actuacions que la majoria dels músics considerarien una gran càrrega de treball. Pahud diu que és un equilibri que ha tingut tota la vida i el que li impedeix quedar aïllat en un gènere o repertori de música, o el que ell anomena "un racó musical".
El 1993, Pahud va començar a acceptar concerts internacionals poc després d'establir la seva posició a Berlín. Ha actuat com a solista amb orquestres de renom internacional a més de la Filharmònica de Berlín: la Yomiuri Nippon Symphony Orchestra, la London Symphony Orchestra, la Tonhalle Orchester Zürich, l'Orchestre de la Suisse Romande, la Camerata de Ginebra, l'Orquestra Simfònica de la Ràdio de Berlín i la Danish Radio Symphony també coneguda com l'Orquestra Simfònica Nacional Danesa. També apareix regularment en els principals festivals d'Europa, els Estats Units i l'Extrem Orient. Les seves aparicions i col·laboracions internacionals més famoses de les últimes temporades (2005-2008) inclouen la Filharmònica de Berlín, l'Orquestra Simfònica de Baltimore, l'Orquestra Filharmònica de Londres, l'Orquestra Filharmònica de Monte-Carlo, l'Orquestra Simfònica de la Ràdio de Baviera i l'Orquestra Simfònica de la NHK, la Berliner Barock-Solisten, l'Orquestra Simfònica de la Ràdio de Viena, l'Orchestre National de Belgique, l'Orchestre philharmonique de Radio France i una gira pels Estats Units amb l'Orquestra Simfònica de Barcelona i Nacional de Catalunya (incloent un debut al Carnegie Hall). Una altra col·laboració famosa de concerts va tenir lloc el 2005–2006 amb lOrquestra de Cambra d'Austràlia per reviure els Concerts per a flauta de Vivaldi.

Pahud també és un músic de cambra dedicat i recentment ha fet aparicions internacionals per Europa, Amèrica del Nord i Japó en recitals amb els pianistes Éric Le Sage i Stephen Kovacevich, així com en una formació de flauta i quartet de corda amb Christoph Poppen (violí), Hariolf Schichtig (viola) i Jean-Guihen Queyras (violoncel) amb qui va gravar el seu disc de 1999 Mozart Flute Quartets. El 1993, va cofundar Le festival de l'Empéri a Salon-de-Provence, França, juntament amb els seus socis habituals de música de cambra, el pianista Éric Le Sage (amic proper i confident) i Paul Meyer. En una entrevista francesa, Pahud descriu l'èxit del festival com un projecte "ple d'entusiasme i diversió" on el públic
| « | <"ha reconegut el nostre treball, els nostres companys artistes, músics i actors i té ganes de tornar amb regularitat".> | » |

 També qualifica el festival com un “laboratori musical” que evita la programació d’obres que el públic acostuma a escoltar a les sales de concert. Es tracta d'"atrevir-se a combinar intèrprets, obres (música), crear noves col·laboracions i assumint riscos. Pahud ha realitzat diversos enregistraments i ha actuat internacionalment amb el pianista Éric Le Sage al llarg de la seva carrera. El 2008 va actuar per a per primera vegada al Festival Internacional de Música de Cambra de Jerusalem, on va tocar en l'estrena mundial del Concert per a flauta d'Elliott Carter, dirigit per Daniel Barenboim, i va tornar al Festival el 2009 per tocar en una sèrie de concerts.

## Estils musicals i enregistraments
Pahud descriu la seva versatilitat al llarg dels anys en la música, com la transformació en un camaleó que intenta fer coincidir el color de la música, o la idea que en té, amb el que tenia pensat el compositor. Però la seva discografia i carrera també s'han construït a partir de trobades, tant a nivell professional com en les relacions humanes. Ell expressa jugant com un camaleó:
| « | "Intento canviar l'estil, el color i el fraseig, la manera de respirar i d'articular per adaptar-me a la peça que toco. No represento cap estil nacional en particular." | » |

Pahud sembla que ell mateix és com un intèrpret/actor més que un compositor/creador. Per al "Dalbavie Record" (2008) Pahud es va dedicar a encarregar noves obres i nous concerts de flauta, interpretant-los per primera vegada a l'escenari. Es van seleccionar tres compositors: Marc-André Dalbavie (francès), Michael Jarrell (suís) i Matthias Pintscher (alemany) que reflecteixen Pahud com a ciutadà francès i suís que viu a Alemanya durant més de 15 anys.

Mentre treballava amb el compositor alemany Matthias Pintscher, Pahud va intentar explorar un nou nivell i estil de tocar la flauta. Ell recorda:
| « | Vam estar una estona parlant dels efectes i de la manera especial d'utilitzar l'instrument. El més interessant és com interconnecteu aquests diferents efectes [d'un instrument] que és un dels més antics de la terra. Tant si hi bufes, com si l'utilitzes com a trompeta o com a flauta de bec, pots tenir molts sons diferents en aquest instrument. Però això no és cap novetat, la novetat és com pots combinar-los i com aconseguir que s'interconnectin perquè es converteixi en una declaració musical, una frase. | » |

Al març de 2008, Pahud va interpretar l'estrena mundial d'una altra obra encarregada per Frank Michael Beyer, que va compondre Meridian, un Concert per a flauta i conjunt de corda. Altres estrenes mundials inclouen música composta per Elliott Carter: Concerto for Flute & Ensemble, que Pahud va estrenar el setembre de 2008 a Jerusalem. Va ser encarregat conjuntament pel BPO, el Festival Internacional de Música de Cambra de Jerusalem i l'Orquestra Simfònica de Boston. Pahud estrenarà mundialment el Concert per a flauta de Luca Lombardi el 2010, per encàrrec de la Kansas City Symphony.

Tot i que és un consumidor entusiasta i comissari de música nova, Pahud sona més emocionat quan gaudeix del repertori antic.
| « | "El domini d'un instrument t'ajuda a sentir noves barreres. Aquí és on manté la música en moviment", | » |

i reconeix que les seves diverses experiències amb composicions de flauta més noves beneficien la manera com interpreta el seu repertori tradicional.
 Pahud veu que el futur de la interpretació (de la música) sempre serà una barreja de "tradició i novetat". Però per a ell, aquest concepte no és una novetat en si mateix. Molts compositors han evolucionat a partir de tradicions com Bach per a Fortepiano i Beethoven per a Sonata per a piano núm. 29. Pahud considera que el terme "tradició" s'utilitza sovint per dissimular el passat, la manca d'evolució o la negació del progrés. Però per a ell, el significat de la tradició és quelcom en evolució. Afegeix:
| « | "Artistes com Wilhelm Furtwängler, Herbert von Karajan, Claudio Abbado i Simon Rattle (directors de BPO) estaven o estan en línia amb la tradició i la fan evolucionar. En la total inconsciència s'alimenten del passat per definir el futur. Això és un dels secrets d'aquests grans artistes." | » |

En la majoria de les entrevistes, Pahud descriu la música/estils musicals en termes de "fraseig" o una frase. En termes musicals, això es refereix a "una unitat musical, sovint un component d'una melodia. La frase es pot considerar com una divisió dependent de la música, com una única línia de poesia; no té una sensació de finalització en si mateixa. Normalment dues o més frases s'equilibren entre si. És com una construcció gramatical amb paraules per accentuar. El fraseig musical també s'expressa en termes de com s'executa la música. Pel que fa a l'estil del concert de Dalbavie en si, Pahud reflecteix com la flauta troba una ressonància dins de l'orquestra alhora que manté el seu fraseig virtuós, colorit i sensual. En interpretar l'estil poètic de Jarrell, on la imaginació tant del compositor com del públic està "immensament present", Pahud descriu:
| « | "Això és una cosa que m'agrada molt en la música és exactament el que no es pot expressar amb paraules però això tot està allà en l'essència de la música." | » |

 En reflectir l'estil del famós flautista Jean-Pierre Rampal,
| « | "Rampal va aportar quelcom nou i inusual pel que fa al so, la classe i la grandesa de l'aspecte expressiu del Flauta. Va ser capaç d'interpretar frases admirables que semblaven que no s'acabaven mai, o com la respiració s'esvaïa en el flux musical; i la seva capacitat per fer que el so de la flauta semblés allargar-se sense fi, infinitament." | » |

## Pahud troba el Jazz
El debut de Pahud al món del jazz es va produir gràcies a la trobada i la col·laboració amb el pianista de jazz Jacky Terrasson. Admira i s'inspira en flautistas de jazz com James Newton, James Moody, Herbie Mann i Jeremy Steig. Ha explorat més el jazz interpretant música de big band amb amics i col·legues de la Filharmònica de Berlín i músics de jazz locals. La col·laboració de Pahud amb Jacky Terrasson va donar com a resultat un CD a duo titulat Into the Blue, amb actuacions que inclouen versions originals de Bolero, Apres un Reve i Bolling Suite, entre d'altres. Altres membres del personal del projecte incloïen Sean Smith (baix) i Ali Jackson (bateria). Altres exemples dels seus amplis interessos en gèneres musicals innovadors inclouen els anomenats "projectes puntuals" (com els anomena Pahud); més recentment, el 2006, va incloure un projecte de col·laboració amb l'Orquestra Simfònica de la NHK d'una banda sonora original gravada per a la sèrie "Komyo ga Tsuji" de la NHK Taiga (Jp: 功名が辻).
Per als molts que vénen a veure actuar en Pahud, ja sigui de jazz o clàssic, no es tracta només d'entretenir. Pahud reflexiona sobre com el seu públic pot aprendre sobre la música a les seves actuacions; es tracta de reaccionar a diferents nivells i rangs d'emocions. Per a Pahud, es tracta d'interactuar, connectar i permetre que l'audiència pensi en què està passant mentre s'està reproduint la música. Vol obrir oportunitats per desenvolupar la curiositat per descobrir més sobre la música com una forma de retornar al públic.

El 1996 va signar un contracte exclusiu amb EMI Classics, l'únic flautista del món que té un contracte de gravació en solitari amb una important discogràfica. Pahud promet ser un dels col·laboradors més significatius al catàleg de música de flauta gravada avui dia. Avui en dia, gran part del seu temps es dedica a gravar. Va ampliar el seu contracte amb EMI per sis anys més. La gravació afegeix una diversitat benvinguda a la programació de Pahud:
| « | M'agrada treballar per al micròfon: aporta un cert primer pla a la teva interpretació. Has de tenir cura de moltes coses que no necessàriament t'has de fer quan actues en una sala de concerts en directe. No tens el suport emocional o visual, i, tanmateix, has de ser emocionant. Així que al mateix temps cal cuidar més el detall i aportar una major intensitat a la música. | » |

Pahud ha gravat i/o col·laborat amb un total de 24 discos per a EMI.

## Instrument
La primera flauta de Pahud va ser una Yamaha platejada. Els seus pares més tard li van comprar dues flautes Muramatsu, una meitat feta a mà i l'altra totalment feta a mà. Pahud va tocar prèviament una flauta d'or de 14 quirats que va comprar als "Brannen Brothers" de Boston, Massachusetts, el 1989 amb els diners que va guanyar en competicions. Dues setmanes més tard va comprar una articulació de cap (la part en la qual bufa l'interpret) a Dana Sheridan, un altre fabricant de flauta de Boston. Pahud va triar el cos de la flauta Brannen perquè és un dels únics fabricants de flauta que produeix una escala Cooper decent, basada en les escales desenvolupades per Albert Cooper. Ell descriu el seu instrument:
| « | Aquest és l'instrument més flexible que he provat fins ara. Em permet transposar a la música el que estic pensant i el que sento. Però, tot i que l'instrument és important, el més important és el jugador. Tot el treball s'ha de fer abans que la boca entri en contacte amb l'instrument. Tot passa per la manera com aguanteu els músculs, controleu els pulmons, utilitzeu les diferents cavitats del cap i la part superior del cos per deixar que el so ressoni més o menys. | » |

Pahud ara toca una sòlida flauta Haynes de 14 quirats amb un mecanisme sense pins, després d'haver tocat anteriorment una sòlida flauta Brannen-Cooper de 14 quirats amb una articulació de cap Sheridan de 1989 a 2012.

## Vida personal
Pahud té dos fills, Grégoire i Tristany, d'un antic matrimoni.

## Premis i reconeixements
- 2009: Awarded the French Order of Arts and Literature (Ordre des Arts et des Lettres) presentada per l'ambaixador Bernard de Montferrand per la seva contribució a la música francesa.[32]
- 2006: el Festival de Lucerna el va honorar amb la màxima distinció d'"Artiste Étoile".[9]
- February 1998: "Instrumentalist of the Year 1997" a la prestigiosa cerimònia de lliurament dels premis Victoires de la Musique a París.[10]
- 1998–99: el segon disc EMI de Pahud, Paris (1998) que conté música de flauta francesa, en col·laboració amb Le Sage, va guanyar el premi Diapason d'Or.[5]
- 1997–98: el primer disc EMI de Pahud, Mozart Flute Concertos i el Concert per a flauta i arpa (1997) va guanyar el premi Diapason "CD de l'any", l'enquesta dels oients de Radio France com a gravació favorita de l'any, el premi "Geijutsu" japonès, i un premi "Fono-Fòrum".[5]
- Octubre 1992: Claudio Abbado el va triar especialment per ser flautista principal de l'Orquestra Filharmònica de Berlín.[9]
- Setembre 1992: Pahud va guanyar vuit dels dotze premis especials al Concurs de Ginebra.[17]
- 1989: Va guanyar el primer premi al Concurs Internacional de Flauta de Kobe.[17]
- 1988: Va guanyar el primer premi al Concurs Internacional de Música de Duino.[17]
- 1988: Va guanyar el segon premi al Concurs Internacional de Música de Scheveningen.[3][4]
- 1985: Va guanyar el primer premi al Concurs Nacional de Bèlgica (le concours National de Belgique)[13]
- Premi Solistes als Premis Mundials de Ràdio Comunitària de Parla Francesa.[17]
- Va rebre un total de quatre premis TV-Echo a Alemanya.[17]
- Premi "Ongaku no Tomo" de la indústria discogràfica japonesa.[17]
- Premi Juventus del Consell Europeu.[3]
- Pahud també és un premi de la Fundació Yehudi Menuhin i de la Tribuna Internacional per a Músics de la UNESCO.[3]